# Nisko (gmina)
Nisko est une gmina mixte du powiat de Nisko, Basses-Carpates, in south-eastern Pologne. Son siège est la ville de Nisko, qui se situe environ 57 km au nord de la capitale régionale Rzeszów.
La gmina couvre une superficie de 142,44 km2 pour une population de 22 503 habitants.

## Géographie
Outre la ville de Nisko, la gmina inclut les villages de Kończyce, Nowa Wieś, Nowosielec, Racławice, Wolina et Zarzecze.
La gmina borde la ville de Stalowa Wola et les gminy de Bojanów, Jeżowe, Pysznica, Rudnik nad Sanem et Ulanów.